# Eusirogenes dolichocarpus
Eusirogenes dolichocarpus är en kräftdjursart som beskrevs av Stebbing 1904. Eusirogenes dolichocarpus ingår i släktet Eusirogenes och familjen Eusiridae. Inga underarter finns listade i Catalogue of Life.